# Tolteca jalisco
Tolteca jalisco is een spinnensoort uit de familie trilspinnen (Pholcidae). De soort komt voor in Mexico.